# Cultural y Deportiva Leonesa

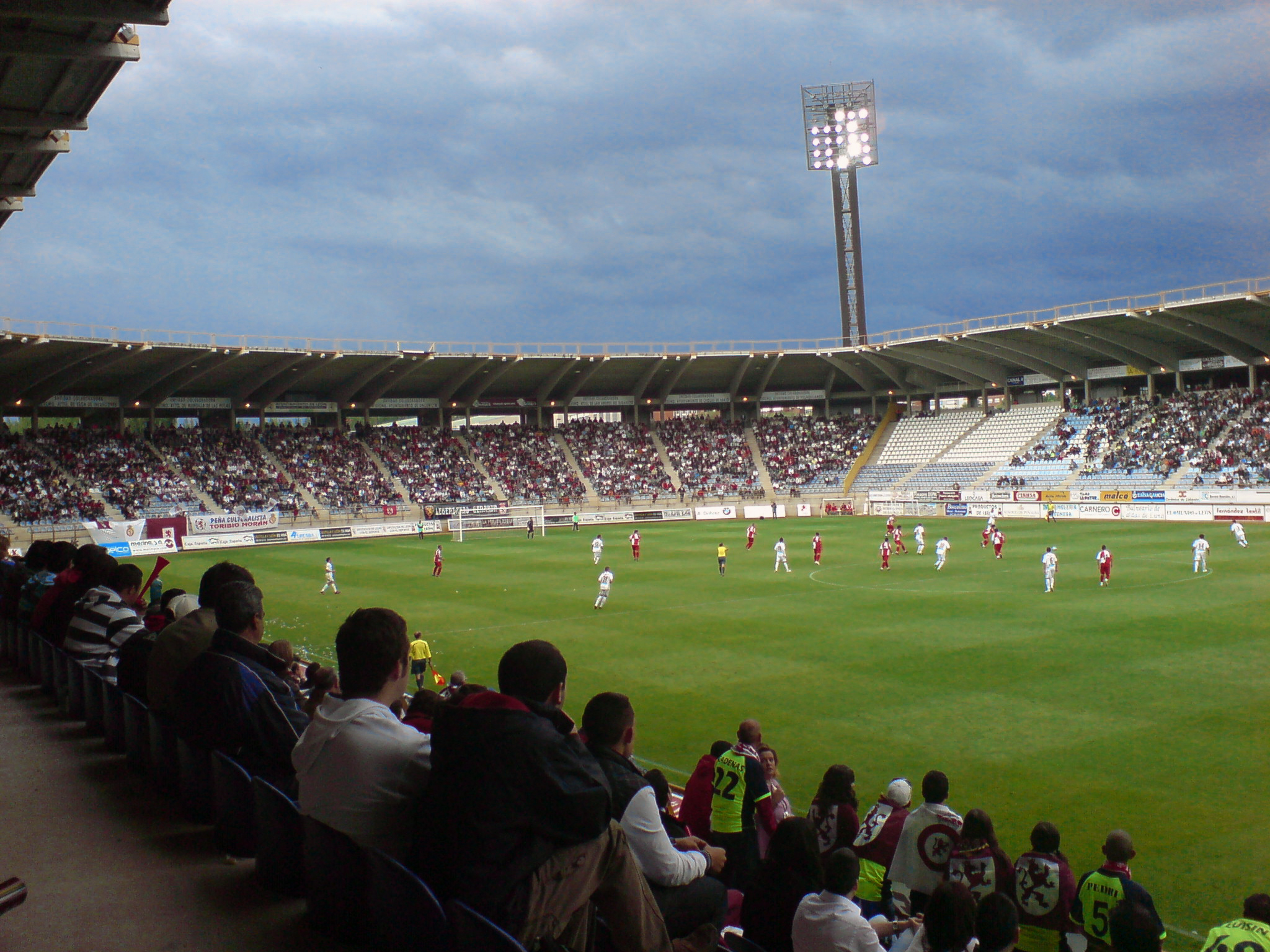
Estadio Reino de León

Cultural y Deportiva Leonesa S.A.D. je španělský fotbalový klub z města León. Založen byl roku 1923. Domácí zápasy hraje na stadionu Estadio Reino de León s kapacitou 13 500 míst. Klubové barvy jsou černá a bílá.
Ve své historii se pohyboval ve druhé, třetí a čtvrté španělské lize. V sezoně 1955/56 byl prvoligový.
Před sezonou 2014/15 představil klub velmi netradiční dresy ve stylu večerních smokingů, se kterými původně počítal jen pro předsezonní přípravné zápasy. Novinka měla velký ohlas a vedení rozhodlo, že se v nich odehraje kompletní sezona.